# 1972-es magyar gyeplabdabajnokság
Az 1972-es magyar gyeplabdabajnokság a negyvenkettedik gyeplabdabajnokság volt. A bajnokságban hat csapat indult el, a csapatok négy kört játszottak.
A MÁVAUT SK új neve MÁVAUT Volán SC lett.

## Tabella
| #  | Csapat              | M  | Gy | D | V  | G+ | G- | P  |
| -- | ------------------- | -- | -- | - | -- | -- | -- | -- |
| 1. | Kinizsi Sörgyár SK  | 20 | 16 | 2 | 2  | 41 | 6  | 34 |
| 2. | MÁVAUT Volán SC     | 20 | 15 | 3 | 2  | 30 | 8  | 33 |
| 3. | Bp. Építők          | 20 | 12 | 2 | 6  | 41 | 17 | 26 |
| 4. | Gödöllői Ganz-Vasas | 20 | 3  | 4 | 13 | 4  | 29 | 10 |
| 5. | Postás SE           | 20 | 3  | 3 | 14 | 9  | 47 | 9  |
| 6. | Budai Pedagógus     | 20 | 3  | 2 | 15 | 10 | 28 | 8  |

* M: Mérkőzés Gy: Győzelem D: Döntetlen V: Vereség G+: Ütött gól G-: Kapott gól P: Pont